# Министерство финансов Туркменистана
Министерство финансов Туркменистана — упразднённый государственный орган исполнительной власти Туркменистана, который обеспечивал проведение единой государственной финансовой, бюджетной, налоговой, страховой политики, аудиторской деятельности, бухгалтерского учёта и финансовой отчетности, координировал деятельность в этой сфере других центральных органов исполнительной власти. 

## История
Министерство финансов Туркменистана образовано указом президента Туркменистана от 2 февраля 2008 года и постановлением президента от 14 февраля 2008 года «О вопросах Министерства финансов Туркменистана» на базе упразднённого Министерства экономики и финансов Туркменистана. 5 октября 2017 года объединено с министерством экономики и развития Туркменистана в Министерство финансов и экономики Туркменистана.
Министерство возглавлялось министром финансов Туркменистана, которого назначал на должность президент страны. 

## Новое здание
Новое здание строилось компанией Bouygues в городе Ашхабаде, по проспекту Арчабил. Комплекс зданий будет представлять собой единый ансамбль из трёх башен. Одна из них отведена для Министерства финансов, вторая — Министерству экономики и развития Туркменистана. Высота этих строений 80 метров. Они будут соединены между собой на уровне 13 этажа воздушным закрытым мостиком. В третьей башне расположится Министерство труда и социальной защиты населения Туркменистана и будет иметь 11 этажей — это 51 метр.

## Министры
| № | ФИО                                         | Начало полномочий | Окончание полномочий |
| - | ------------------------------------------- | ----------------- | -------------------- |
| 1 | Ходжамурад Гельдымурадов                    | 8 февраля 2008    | 14 апреля 2008       |
| 2 | Аннамухаммет Гочыев                         | 18 апреля 2008    | 8 июля 2011          |
| 3 | Довлетгельды Садыков                        | 8 июля 2011       | 7 июля 2014          |
| 4 | Мухаммедкули Мухаммедов                     | 7 июля 2014       | 7 июля 2017          |
| 5 | Гочмурад Мурадов                            | 7 июля 2017       | 5 октября 2017       |
| 6 | Базаров, Батыр Аганазарович                 | 5 октября 2017    | февраль 2020         |
| 7 | Аннамухаммедов, Езизгельди Оразмухаммедович | февраль 2020      | июль 2020            |
| 8 | Сердаров, Мухамметгельди Нургельдиевич      | июль 2020         | февраль 2023         |
| 9 | Джораев, Сердар Ачылдурдыевич               | февраль 2023      |                      |